# Hermann Grote (Flieger)
Hermann Grote (* 10. Dezember 1904 in Bargteheide; † 1. Mai 1980 in Geretsried) war ein deutscher Pilot, Fluglehrer und Schriftsteller, der auch unter den Pseudonymen Gurke, Jan Possen und Hermanito publizierte.
Grote wurde als Sohn von Elsa Steinmatz und des praktischen Arztes Carl Grote in Bargteheide, Holstein geboren. Er besuchte nach einer dreijährigen Unterbrechung seiner Schulzeit, in der er von 1921 bis 1924 als Exportkaufmann tätig war, das Claudius-Gymnasium in Wandsbek, an dem er um Ostern 1926 das Abitur ablegte. Er studierte dann an der Deutschen Hochschule für Leibesübungen in Berlin, an der er 1929 das Turn- und Sportlerexamen absolvierte und das Diplom als Turn- und Sportlehrer erwarb. Von 1930 bis 1933 war er an der Hamburger Universität und an den Technischen Staatslehranstalten in Hamburg als Sportlehrer tätig. Gleichzeitig studierte er Philosophie und Naturwissenschaften an der Hamburger Universität. 1936 wurde er an der Philosophischen Fakultät der Hansischen Universität in Hamburg promoviert. 
Im Jahr 1929 legte er sein Flugzeugführerexamen ab und war dann 1930 bis 1933, zunächst als Fluglehrer, später auch als Ausbildungsleiter und Fluglehrer an der Akademischen Fliegergruppe Hamburg tätig. Nach fliegerischer Weiterbildung in Braunschweig war er als Fluglehrer in Schleißheim und als Hauptfluglehrer in Celle vom Reichsluftfahrtministerium angestellt. Insgesamt war er von 1930  bis 1937 als Fluglehrer tätig.
Von 1938 bis 1945 war er Offizier, zuletzt als Brigadekommandeur. Ab 1945 war er als Zucker-Chemiker tätig und von 1948 bis 1956 als Dolmetscher. 1956 erhielt er das Goldene Sportabzeichen. Von 1956 bis 1970 ging er einer Geheimdiensttätigkeit nach.
1936 erschien auch seine Erzählung Quax, der Bruchpilot nach welcher der gleichnamige Film mit Heinz Rühmann in der Hauptrolle gedreht und 1941 uraufgeführt wurde. Die erste Ausgabe des Buches war mit Zeichnungen des Wetterfliegers Rudolf Seeger ausgestattet, spätere Ausgaben mit Illustrationen von Erwin Matthaei. Die Fortsetzung Quax auf Abwegen mit Illustrationen von Rudolf Seeger kam 1944 heraus, nach welcher der Film Quax auf Fahrt mit Heinz Rühmann und Hertha Feiler in den Hauptrollen 1943/44 entstand. Der Film kam aber im Dritten Reich nicht mehr zur Aufführung, sondern erst 1953, dann mit dem Titel Quax in Afrika. Neuauflagen des Buches wurden ebenfalls mit dem Titel Quax in Afrika aufgelegt und mit Illustrationen von Erwin Matthaei ausgestattet. 1951 erschien von Hermann Grote die Erzählung Zum Mars in 44 Stunden und 1974 widmete der in Geretsried lebende Schriftsteller sich seiner Heimatgemeinde mit dem Werk 375-1975 Chronik von Bargteheide und schrieb als Hinterhofpoet – Quax der Ältere zahlreiche Gedichte. 1975 erschien ein Quax-Sammelband mit einer Auflage von 128.000 Exemplaren.
Hermann Grote war ab 1949 in zweiter Ehe mit Sonja Grote, geborene Lisieux, verheiratet und hatte drei Kinder (Klaus, Ines und Ramón).

## Veröffentlichungen
- Quax der Bruchpilot. Werdegang eines Flugschülers. Mit Illustrationen des Wetterfliegers Rudolf Seeger. Franckh’sche Verlagsbuchhandlung, Stuttgart 1936.
- Quax der Bruchpilot. Der Werdegang eines Flugschülers. Mit Zeichnungen von Erwin Matthaei. Hera, Wilhelmshaven 1953.
- Quax auf Abwegen. Mit Illustrationen von Rudolf Seeger. Verlag Scherl, Berlin 1944
- Quax in Afrika. Mit zahlr. Illustrationen von Erwin Matthaei. Hera, Wilhelmshaven 1953
- Zum Mars In 44 Stunden. E. Schmidt Verlag, Berlin 1951.
- 375–1975 Chronik von Bargteheide. H. Paetzmann & Co., Geretsried 1974.
- Gedichte eines Hinterhofpoeten – Quax des Älteren. 2 Bände. Flieger-Verlagsdruckerei, Steinebach am Wörthsee 1978–1979.
  - Band 1: Damals wie heute, Erik der Rote, Jahreszeiten, Weihnachten, Silvester, Rosenmontag, Die Meere und viele weitere Gedichte.
  - Band 2: Zum fröhlichen Geleit, Prometheus, O tempora…, Die Eiszeit, Hamburg-Sankt Pauli, Eisvogel, Der Lenz und fünfzig weitere Gedichte.